# Yo soy Franky
Yo soy Franky es una telenovela juvenil colombiana, producida por Televideo para Nickelodeon Latinoamérica y creada por la argentina Marcela Citterio. Se estrenó el 28 de septiembre de 2015 y finalizó el 18 de diciembre de 2015 con un total de 60 episodios para la primera temporada. Debido al éxito obtenido, fue renovada para una segunda temporada que se estrenó el 30 de mayo de 2016 por Nickelodeon Latinoamérica y el 27 de mayo de 2016 por el sitio oficial mundonick.com y Nick Play. Fue protagonizada por María Gabriela de Faría, Martin Barba y Eduardo Pérez, con las participaciones antagónicas de Danielle Arciniegas, Viviana Pulido, Andrés Mercado e Isabella Castillo.
El 19 de agosto de 2016 finalizó la segunda temporada, teniendo un total de 60 episodios al igual que la primera. Tras emitir la repetición del último episodio de esta temporada el 22 de agosto de 2016, Nickelodeon confirmó nuevos episodios que se estrenaron el 24 de octubre de 2016 y se preestrenaron el 21 de octubre de 2016 en el sitio oficial de Mundonick.com y en la aplicación Nick Play. Estos nuevos episodios terminaron el 16 de diciembre de 2016. 
Nickelodeon Latinoamérica anunció que su novela Yo soy Franky ha sido un éxito en el multiplataforma, generando más de 15 millones de puntos de contacto en la región a través de múltiples plataformas.
Según datos de IBOPE Media la novela logró posicionarse como uno de los tres principales shows favoritos entre los chicos de 4 a 5 años y sus transmisiones han logrado las posiciones entre niños de 5 años en Argentina, Colombia, México, Venezuela y El Salvador en audiencia.
En el primer capítulo de la primera parte de la segunda temporada, por medio de Twitter con el # YSF2, logró posicionarse como una de las tendencias del sitio con más de 100 mil tuits en varios países de América Latina.

## Sinopsis

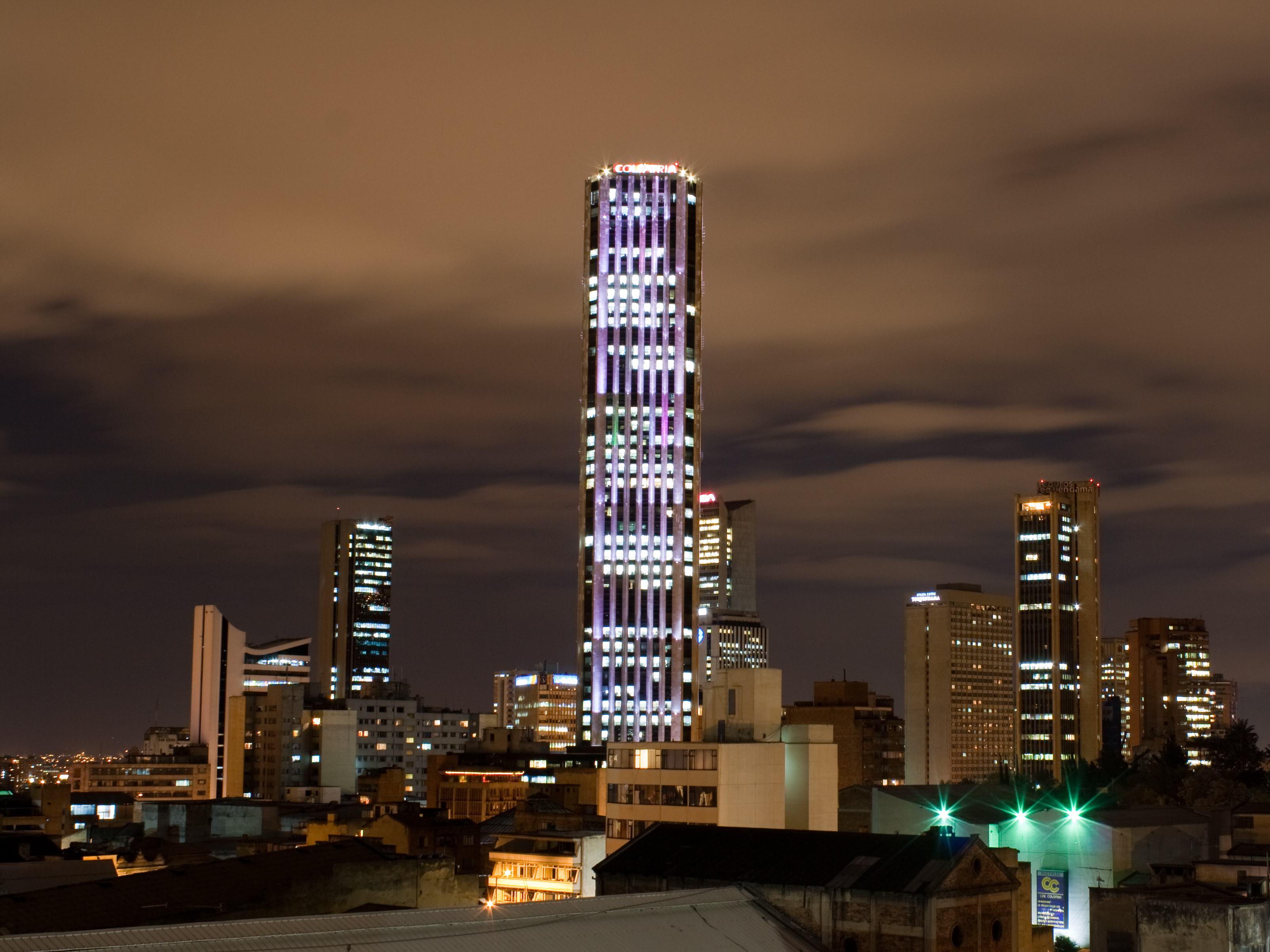
Bogotá, Colombia; Principal localización de grabaciones de Yo Soy Franky

### Primera Temporada
Franky (María Gabriela de Faría) es un androide de última generación diseñado para camuflarse entre los humanos, con el objetivo de aprender de ellos para poder humanizarse. Su creadora es Sofía Andrade (Paula Barreto), científica que trabaja en EGG Enterprises. Sofía tiene una hija llamada Clara (María José Pescador) y su esposo, Wilson Andrade (Jorge López), es un escritor de libros 
El prototipo FR4NK13, más conocido como Franky, fue desarrollado durante 5 años en EGG Enterprises, un laboratorio de robótica. Una vez finalizada, Franky es presentada en EGG y lanzada al mundo real para interactuar con los humanos y aprender y asimilar las emociones humanas. Para ello Sofía envía a Franky al colegio CMA, donde conoce a Christian "Chris" Montero (Martin Barba), Mariano Puentes (Emmanuel Restrepo), Iván Villamil (Lugo Duarte), Dolores "Loli" Rivas (Kristal) y a su mejor amiga, Delfina (Alejandra Chamorro), la hermana menor de Christian.
Desde que Christian conoce a Franky en un parque, se enamora de ella sin saber que es un androide. Esa es la razón por la cual a Tamara Franco (Danielle Arciniegas), quien también es compañera de curso de los otros chicos, no le agrada Franky. Tamara está enamorada de Christian desde que eran pequeños, y por eso siempre busca hacerle la vida imposible a Franky; además Tamara intuye que Franky esconde un gran secreto y en todo momento busca descubrirlo. Tamara tiene un hermano menor, Benjamín Franco (Brandon Figueredo), quien es el mejor amigo y compañero de travesuras de Clara, la hermana menor de Franky.
Paul Mejía (George Slebi) es un amigo y colega de Sofía, a la cual siempre ha envidiado. Paul creó su propio androide de forma casera, Roby el prototipo R0B1 (Eduardo Pérez) y siempre trata de sabotear a Franky para demostrar que su prototipo es mejor. Roby también asiste al colegio CMA, y termina haciéndose amigo de los otros chicos. A pesar de su carácter amargado, Paul termina enamorándose de Margarita (Jimena Duran), la mamá de Christian y dueña de una cafetería llamada Cyber Byte, con quien termina casándose en el final de la temporada; además de llegar a apreciar a Roby, su hijo.
En el transcurso de la temporada Franky va aprendiendo diferentes aspectos acerca de las relaciones humanas, como la amistad, el amor o la tristeza; además de sortear muchos contratiempos para evitar que su secreto sea revelado. Poco a poco Franky va incorporando aspectos elementales de la naturaleza humana, como el hecho de poder llorar, sentir celos, tener sueños al dormir o descubrir su vocación; además de ir desarrollando sentimientos de amor hacia Christian y construyendo una relación de noviazgo con él; además de fortalecer su amistad con Mariano, Iván, Loli y Delfina.
El hilo conductor de la temporada es el Concurso de Androides, una competencia en la cual participan los mejores prototipos de todo el mundo, y que tiene como premio un corazón, que contiene los algoritmos de todas las emociones humanas. Tanto Franky como Roby participan en el Concurso, y Franky termina ganándolo y obteniendo su corazón; aunque en el desarrollo del Concurso Christian descubre que Franky es un androide. La temporada finaliza con Franky partiendo en un viaje hacia un laboratorio en el exterior, para que le pongan su corazón; y Christian alcanzándola en el último minuto para decirle que su amor por ella es más fuerte que cualquier diferencia entre ellos y que esperará a que ella regrese para seguir con su relación sin problemas.

### Segunda Temporada (Primera Parte)
En la segunda temporada Franky es mitad androide y mitad humana, gracias al corazón que ganó con los algoritmos de todas las emociones humanas. Debido a que Sofía tiene que esconderse en un laboratorio secreto de una organización de científicos malvados, que la quieren para que construya androides malvados para dominar al mundo; Franky y Clara quedan a cargo de Kassandra (Natalia Durán), una científica compañera de Sofía en la universidad, quien en realidad es la líder de la organización de científicos malvados y quiere reclutar a Franky para sus planes de conquistar el mundo. Para convencer a Franky de que los humanos son malos y unirse a su organización llamada MIAU (Movimiento Internacional de Androides Unidos), Kassandra ha creado dos prototipos de última tecnología: El prototipo D0C3, Doce o Dulce (Viviana Santos) y el prototipo TR3C3, Trece o Andrés (Andrés Mercado).
En el colegio CMA Segundo Mejía (George Slebi), el hermano gemelo de Paul, asume como director. Aunque los dos son completamente idénticos por fuera, son muy distintos por dentro. Mientras Paul es un gran científico y amante de la tecnología, Segundo es un amante de la naturaleza que detesta la tecnología, principalmente a los androides; por lo cual es el jefe de la Liga Anti-Robot, una liga creada para destruir a todos los robots y androides. Junto a Lorenzo Bravo (Christian McGaffney), líder de todas las ligas anti-robot, y profundamente obsesionado con destruir a los androides, ponen en riesgo en repetidas ocasiones a todos los prototipos, incluida Franky.
Para poder salir del laboratorio secreto, Sofía se ve forzada a usar el experimento C4MB10 o Cambio, un proceso muy riesgoso consistente en introducirse dentro de una carcasa robótica. El experimento resulta exitoso y Sofía adquiere una apariencia totalmente distinta; cambia su nombre a Sabrina Aguilera (María Teresa Barreto), y puede estar cerca de su familia haciéndose pasar por la niñera que Sofía envió para reemplazar a Kassandra.
Por otro lado Paul cumple el sueño de Roby de ser un superhéroe androide llamado Andromax, quien despierta admiración en Loli, la novia de Iván. Roby se enamora de Dulce, pero cuando ella se entera de que Roby es Andromax tiene sentimientos encontrados, pues Dulce ama al superhéroe, pero desprecia a Roby; aunque finalmente termina aceptándolo y se vuelven novios. Por su parte Andrés se enamora de Tamara, inicialmente como parte de un plan contra Franky, pero luego terminan siendo novios y aliados contra Franky. Tamara no sabe que Andrés es un androide, y no puede aceptar ese hecho cuando se entera de la verdad, ya en el final de la temporada.
En el transcurso de la temporada Franky va conociendo todos los alcances de tener emociones y un corazón. Kassandra instala el chip de la maldad  o M4L en Franky, con lo que consigue controlar sus emociones; haciendo que Franky experimente aspectos negativos de la naturaleza humana, como la ira, la mentira, la ansiedad y la pereza. Poco a poco todos los amigos de Franky se enteran de su secreto y la aceptan como ella es. Además de luchar por controlar sus nuevas emociones, Franky debe enfrentar nuevos ataques de Tamara contra su noviazgo con Christian; evitar que Kassandra la reclute para sus planes malvados y enfrentar la amenaza que representa la Liga Anti-Robot.
La temporada se desarrolla en torno al Concurso de Bandas, una competencia en la cual participan todos los chicos divididos en tres bandas: Franky y sus Androides, integrada por Franky, Dulce, Andrés y Roby; Somos Humanos, compuesta por Tamara, Delfina, Christian y Mariano; y un dueto compuesto por Iván y Loli. En esta temporada la serie incorpora canciones originales, como Ritmo Robótico, Tú y Yo Amigos Rivales, producto de la participación de las bandas en el Concurso. Tanto Franky y sus Androides como Somos Humanos van superando las rondas de clasificación y se encuentran en la gran final. Franky y sus Androides se lleva la victoria; sin embargo Lorenzo logra secuestrarlos después de la final y casi extermina a los cuatro androides; pero todos los chicos llegan a tiempo para salvarlos. A pesar de ello, Kassandra logra borrarle la memoria a Franky y roba el único back-up existente; por lo que Franky no recuerda nada de su pasado y debe comenzar de cero nuevamente. La temporada concluye con la presentación ante el mundo de los cuatro androides, y Franky encontrándose con Christian nuevamente en el mismo parque donde se conocieron; además de la aparición de un androide misterioso (Isabella Castillo), que cae del cielo en un destello de luz violeta y dice "Objetivo encontrado" al observar a Christian y Franky en la lluvia.

### Segunda Temporada (Segunda Parte)
El androide misterioso del final de la segunda temporada es el prototipo 708 o Luz (Isabella Castillo), enviada desde el año 2035 por Dóminus (prototipo "D0M1NU5") (Juan Manuel Lenis Ortiz), un androide que quiere conquistar el mundo y sacar del planeta a los humanos en el futuro. El objetivo de Luz es separar a Franky de Christian y también separar a Andrés de Tamara, ya que en el futuro dichas parejas se casan y firman un acuerdo de paz entre androides y humanos. Dichos casamientos perjudican los planes de Dóminus para propiciar una guerra entre androides y humanos y así expulsar a los humanos de la Tierra. Ya que Franky no recuerda nada de su pasado, Luz trata de evitar de cualquier manera que el noviazgo entre Franky y Christian vuelva a surgir; además de tratar de convencer a Franky de que los humanos y los androides no pueden vivir juntos. Para cumplir su misión Luz utiliza muchos artefactos tecnológicos aún no inventados en nuestra época, como una pulsera para viajar en el tiempo, un collar que detiene el tiempo, termitas que comen metal e incluso un prototipo llamado CHR15 idéntico a Christian. Además Luz tiene la capacidad de leer la mente humana e hipnotizar a las personas viéndolas a los ojos. Dóminus le ha prometido a Luz revelarle la identidad de su creador si es que logra completar su misión.
Christian se propone reconquistar a Franky, utilizando todo el conocimiento que tiene acerca de cómo consiguió que ella se enamorara de él en la primera temporada. Sin embargo Christian solamente consigue volver a ser novio de Franky, pues Sofía recupera el back-up que Kassandra había robado. De esta forma Franky recupera todos sus recuerdos y continúa su noviazgo con Christian. Por otro lado Andrés hace todo lo posible para conquistar a Tamara nuevamente, pero ella se resiste a tener un novio androide, aunque finalmente acepta a Andrés como su novio.
Con el transcurso de la temporada se van aclarando muchos aspectos acerca de las identidades de Luz y Dóminus. Para comenzar Dóminus es el último androide creado por Sofía en el futuro, el prototipo más avanzado que se ha conocido, con la capacidad de teletransportarse y un nivel de inteligencia capaz de inventar artefactos que la humanidad no había imaginado. Sin embargo en el futuro Sofía pierde el control de Dóminus, debido a que Kassandra estropea el corazón de Dóminus con un virus y altera su programación para que deteste a los humanos.
La temporada se desarrolla en el último año de colegio de los chicos, y para finalizarlo realizan un viaje de graduación. En ese viaje Christian y Franky prometen casarse en el año 2035 y a pesar de que Luz sabía eso, no logra evitar esa promesa. Luego del viaje, Roby, Dulce y Andrés deciden recorrer el mundo, pero luego de un beso que le da Tamara a Andrés, Roby y Dulce emprenden el viaje, yendo antes a un laboratorio para que le coloquen sus corazones, ya que ese fue la sorpresa que le dio Paul. Después  Franky descubre que Luz es un androide enviado del futuro y realiza un viaje al año 2035 junto a ella, en el cual se encuentra con la Franky del futuro, quien le dice que Sofía está en peligro. La Franky del presente piensa que se refiere a su mamá y regresa al presente para contarle todo a Christian y emprender un nuevo viaje al futuro. En esta ocasión la Franky del futuro le revela a la del presente que la Sofía de la que hablaba es el prototipo S0F14, que ella misma creó para lograr la paz entre humanos y androides, pero Dóminus la robó en el año 2034. Franky se da cuenta de que ella es la creadora de Luz. Mientras tanto Dóminus le ordena a Luz que debe destruir a Franky, pues no hay otra alternativa para continuar la misión. Para ello le da un dispositivo de ultrasonido para desintegrar a Franky. Luz está a punto de destruir a Franky en el sótano de su edificio, pero Franky le confiesa que si lo hace, no existirá en el futuro pues ella es su creadora. Franky le da a Luz un back-up contenido en un collar y ella recobra la memoria. Luz le pide perdón a Franky y se unen en un abrazo.
Sin embargo Dóminus las encuentra y secuestra a Luz, Franky y Andrés. Dóminus les da a los chicos una serie de acertijos para descubrir el paradero de los androides. Ellos logran resolverlos y encuentran a Franky, Luz y Andrés. Sin embargo Dóminus también los atrapa y hace explotar el corazón de Franky, para que ya no tenga emociones y pueda ayudarlo en sus planes. Además Dóminus empieza a borrar las líneas de tiempo de los amigos de Franky para que no existieran. A pesar de ya no tener corazón, Franky aún quiere a sus amigos y logra engañar a Dóminus, haciéndole creer que ahora está de su lado. Al mismo tiempo Sofía y Paul borran de los archivos de EGG los diseños del corazón de Dóminus, pues en el futuro si Dóminus no tiene corazón, no podrá volverse malvado. El plan funciona; Dóminus se vuelve bueno y libera a los androides y a los amigos de Franky.
Yo soy Franky termina con la graduación de los chicos del colegio CMA. Cuando ellos terminan la evaluación, Luz viaja al futuro ya que la Franky de esa época la llama para realizar su última misión en el pasado, para así poder estar juntas. Los chicos reciben sus diplomas en el acto de graduación, excepto Roby y Dulce, pues ellos se fueron de viaje por el mundo, así que Andrés le muestra a todos un video de parte de ambos. Después del acto viene la fiesta de graduación, en la cual Luz canta la canción original de La Luz, para luego hipnotizar a todos los que estaban en la fiesta; y así olvidar todo acerca de ella, del futuro y de los viajes en el tiempo. La última escena muestra a los chicos después de unos meses. Franky ya tiene un nuevo corazón, Christian ingresa a la selección de fútbol del país, Iván toma la decisión de estudiar para ser director de cine, Tamara ya acepta a Franky y a los otros androides y decide ser científica para construirle un corazón a Andrés. Los chicos se hacen la promesa de ser amigos y permanecer unidos para siempre, para luego sentarse todos en un sofá en el Cyber, esperando una videollamada de Roby y Dulce, finalizando igual que el intro de la serie.

## Episodios
| Temporada | Temporada | Episodios | Episodios | Comienzo                 | Final                   |
| --------- | --------- | --------- | --------- | ------------------------ | ----------------------- |
|           | 1         | 60        | 60        | 28 de septiembre de 2015 | 18 de diciembre de 2015 |
|           | 2         | 100       | 60        | 30 de mayo de 2016       | 19 de agosto de 2016    |
|           | 2         | 100       | 40        | 24 de octubre de 2016    | 16 de diciembre de 2016 |

## Personajes
| María Gabriela de Faría | Franky Andrade                             | Protagonista          | Protagonista          | Protagonista          |          |          |          |          |          |          |          |          |          |          |          |          |          |          |          |          |          |          |          |          |          |          |          |          |          |          |          |          |          |          |          |          |          |          |          |          |          |  |
| Martín Barba            | Christian Montero                          | Protagonista          | Protagonista          | Protagonista          |          |          |          |          |          |          |          |          |          |          |          |          |          |          |          |          |          |          |          |          |          |          |          |          |          |          |          |          |          |          |          |          |          |          |          |          |          |  |
| Eduardo Pérez           | Roby Mejía / Andromax                      | Protagonista          | Protagonista          | Protagonista          |          |          |          |          |          |          |          |          |          |          |          |          |          |          |          |          |          |          |          |          |          |          |          |          |          |          |          |          |          |          |          |          |          |          |          |          |          |  |
| Danielle Arciniegas     | Tamara Franco                              | Antagonista Principal | Antagonista Principal | Antagonista Principal |          |          |          |          |          |          |          |          |          |          |          |          |          |          |          |          |          |          |          |          |          |          |          |          |          |          |          |          |          |          |          |          |          |          |          |          |          |  |
| Lugo Duarte             | Iván Villamil                              | Coprotagonista        | Coprotagonista        | Coprotagonista        |          |          |          |          |          |          |          |          |          |          |          |          |          |          |          |          |          |          |          |          |          |          |          |          |          |          |          |          |          |          |          |          |          |          |          |          |          |  |
| Kristal                 | Dolores "Loli" Rivas                       | Coprotagonista        | Coprotagonista        | Coprotagonista        |          |          |          |          |          |          |          |          |          |          |          |          |          |          |          |          |          |          |          |          |          |          |          |          |          |          |          |          |          |          |          |          |          |          |          |          |          |  |
| Alejandra Chamorro      | Delfina Montero                            | Coprotagonista        | Coprotagonista        | Coprotagonista        |          |          |          |          |          |          |          |          |          |          |          |          |          |          |          |          |          |          |          |          |          |          |          |          |          |          |          |          |          |          |          |          |          |          |          |          |          |  |
| Emmanuel Restrepo       | Mariano Puentes                            | Coprotagonista        | Coprotagonista        | Coprotagonista        |          |          |          |          |          |          |          |          |          |          |          |          |          |          |          |          |          |          |          |          |          |          |          |          |          |          |          |          |          |          |          |          |          |          |          |          |          |  |
| María José Pescador     | Clara Andrade                              | Coprotagonista        | Coprotagonista        | Coprotagonista        |          |          |          |          |          |          |          |          |          |          |          |          |          |          |          |          |          |          |          |          |          |          |          |          |          |          |          |          |          |          |          |          |          |          |          |          |          |  |
| Brandon Figueredo       | Benjamín Franco                            | Coprotagonista        | Coprotagonista        | Coprotagonista        |          |          |          |          |          |          |          |          |          |          |          |          |          |          |          |          |          |          |          |          |          |          |          |          |          |          |          |          |          |          |          |          |          |          |          |          |          |  |
| Viviana Santos          | Doce / Dulce (Prototipo "D0C3")            | Invitada              | Co-Antagonista        | Coprotagonista        |          |          |          |          |          |          |          |          |          |          |          |          |          |          |          |          |          |          |          |          |          |          |          |          |          |          |          |          |          |          |          |          |          |          |          |          |          |  |
| Isabella Castillo       | Luz / Sofía (Prototipo "708" / "S0F14")    |                       | Invitada              | Co-Antagonista        |          |          |          |          |          |          |          |          |          |          |          |          |          |          |          |          |          |          |          |          |          |          |          |          |          |          |          |          |          |          |          |          |          |          |          |          |          |  |
| Andrés Mercado          | Trece / Andrés (Prototipo "TR3C3")         |                       | Co-Antagonista        | Coprotagonista        |          |          |          |          |          |          |          |          |          |          |          |          |          |          |          |          |          |          |          |          |          |          |          |          |          |          |          |          |          |          |          |          |          |          |          |          |          |  |
| Estelares               |                                            |                       |                       |                       |          |          |          |          |          |          |          |          |          |          |          |          |          |          |          |          |          |          |          |          |          |          |          |          |          |          |          |          |          |          |          |          |          |          |          |          |          |  |
| Paula Barreto           | Sofía Andrade                              | Estelar               | Estelar               | Estelar               |          |          |          |          |          |          |          |          |          |          |          |          |          |          |          |          |          |          |          |          |          |          |          |          |          |          |          |          |          |          |          |          |          |          |          |          |          |  |
| Jorge López Ocampo      | Wilson Andrade                             | Estelar               | Estelar               | Estelar               |          |          |          |          |          |          |          |          |          |          |          |          |          |          |          |          |          |          |          |          |          |          |          |          |          |          |          |          |          |          |          |          |          |          |          |          |          |  |
| George Slebi            | Paul Mejía                                 | Estelar               | Estelar               | Estelar               |          |          |          |          |          |          |          |          |          |          |          |          |          |          |          |          |          |          |          |          |          |          |          |          |          |          |          |          |          |          |          |          |          |          |          |          |          |  |
| George Slebi            | Segundo Mejía                              |                       | Antagonista Estelar   | Invitado              |          |          |          |          |          |          |          |          |          |          |          |          |          |          |          |          |          |          |          |          |          |          |          |          |          |          |          |          |          |          |          |          |          |          |          |          |          |  |
| Jimena Durán            | Margarita Montero de Mejía                 | Estelar               | Estelar               | Estelar               |          |          |          |          |          |          |          |          |          |          |          |          |          |          |          |          |          |          |          |          |          |          |          |          |          |          |          |          |          |          |          |          |          |          |          |          |          |  |
| Natalia Durán           | Kassandra Ramírez                          |                       | Antagonista Estelar   |                       |          |          |          |          |          |          |          |          |          |          |          |          |          |          |          |          |          |          |          |          |          |          |          |          |          |          |          |          |          |          |          |          |          |          |          |          |          |  |
| María Teresa Barreto    | Sabrina Aguilera                           |                       | Estelar               |                       |          |          |          |          |          |          |          |          |          |          |          |          |          |          |          |          |          |          |          |          |          |          |          |          |          |          |          |          |          |          |          |          |          |          |          |          |          |  |
| Christian McGaffney     | Lorenzo Bravo                              |                       | Antagonista Estelar   | Estelar               |          |          |          |          |          |          |          |          |          |          |          |          |          |          |          |          |          |          |          |          |          |          |          |          |          |          |          |          |          |          |          |          |          |          |          |          |          |  |
| Juan Manuel Lenis Ortiz | Dóminus (Prototipo "D0M1NU5")/Dominic Azur |                       |                       | Antagonista Estelar   |          |          |          |          |          |          |          |          |          |          |          |          |          |          |          |          |          |          |          |          |          |          |          |          |          |          |          |          |          |          |          |          |          |          |          |          |          |  |
| Secundarios e invitados |                                            |                       |                       |                       |          |          |          |          |          |          |          |          |          |          |          |          |          |          |          |          |          |          |          |          |          |          |          |          |          |          |          |          |          |          |          |          |          |          |          |          |          |  |
| Alina Lozano            | Directora Elizabeth Manotas                | Secundaria            |                       | Invitada              |          |          |          |          |          |          |          |          |          |          |          |          |          |          |          |          |          |          |          |          |          |          |          |          |          |          |          |          |          |          |          |          |          |          |          |          |          |  |
| José Manuel Ospina      | Ramón Puentes                              | Secundario            | Secundario            | Secundario            |          |          |          |          |          |          |          |          |          |          |          |          |          |          |          |          |          |          |          |          |          |          |          |          |          |          |          |          |          |          |          |          |          |          |          |          |          |  |
| Sergio Borrero          | Eloy                                       | Invitado              | Invitado              | Invitado              | Invitado | Invitado | Invitado | Invitado | Invitado | Invitado | Invitado | Invitado | Invitado | Invitado | Invitado | Invitado | Invitado | Invitado | Invitado | Invitado | Invitado | Invitado | Invitado | Invitado | Invitado | Invitado | Invitado | Invitado | Invitado | Invitado | Invitado | Invitado | Invitado | Invitado | Invitado | Invitado | Invitado | Invitado | Invitado | Invitado | Invitado |  |
| Duvier Tovar            | Pollo                                      | Secundario            | Secundario            | Secundario            |          |          |          |          |          |          |          |          |          |          |          |          |          |          |          |          |          |          |          |          |          |          |          |          |          |          |          |          |          |          |          |          |          |          |          |          |          |  |
| Lina Bolaño             | Lina                                       | Secundaria            | Secundaria            | Secundaria            |          |          |          |          |          |          |          |          |          |          |          |          |          |          |          |          |          |          |          |          |          |          |          |          |          |          |          |          |          |          |          |          |          |          |          |          |          |  |
| Juan Pablo Obregón      | Benito Franco                              | Invitado              | Secundario            | Secundario            |          |          |          |          |          |          |          |          |          |          |          |          |          |          |          |          |          |          |          |          |          |          |          |          |          |          |          |          |          |          |          |          |          |          |          |          |          |  |
| Nidia Eugenia Penagos   | Emilia Andrade                             | Secundaria            | Secundaria            |                       |          |          |          |          |          |          |          |          |          |          |          |          |          |          |          |          |          |          |          |          |          |          |          |          |          |          |          |          |          |          |          |          |          |          |          |          |          |  |
| Ana María Kamper        | Briggite Barrios de Mejía                  | Invitada              | Invitada              |                       |          |          |          |          |          |          |          |          |          |          |          |          |          |          |          |          |          |          |          |          |          |          |          |          |          |          |          |          |          |          |          |          |          |          |          |          |          |  |
| Jenny Vargas            | Lola Rivas                                 | Invitada              |                       | Invitada              |          |          |          |          |          |          |          |          |          |          |          |          |          |          |          |          |          |          |          |          |          |          |          |          |          |          |          |          |          |          |          |          |          |          |          |          |          |  |
| María Elvira Ramírez    | Carolina Aguilar / Caro A                  | Antagonista           |                       | Invitada              |          |          |          |          |          |          |          |          |          |          |          |          |          |          |          |          |          |          |          |          |          |          |          |          |          |          |          |          |          |          |          |          |          |          |          |          |          |  |
| Quique San Martín       | Carlos Triana "Charlie"                    | Antagonista           |                       |                       |          |          |          |          |          |          |          |          |          |          |          |          |          |          |          |          |          |          |          |          |          |          |          |          |          |          |          |          |          |          |          |          |          |          |          |          |          |  |
| Yuly Pedraza            | Profesora de Franky                        | Secundaria            | Secundaria            | Secundaria            |          |          |          |          |          |          |          |          |          |          |          |          |          |          |          |          |          |          |          |          |          |          |          |          |          |          |          |          |          |          |          |          |          |          |          |          |          |  |
| Martha Hernández        | Profesora de Clara y Benjamín              | Secundaria            | Secundaria            | Secundaria            |          |          |          |          |          |          |          |          |          |          |          |          |          |          |          |          |          |          |          |          |          |          |          |          |          |          |          |          |          |          |          |          |          |          |          |          |          |  |
| Margarita Amado         | Beatriz Villamil                           | Invitada              |                       | Invitada              |          |          |          |          |          |          |          |          |          |          |          |          |          |          |          |          |          |          |          |          |          |          |          |          |          |          |          |          |          |          |          |          |          |          |          |          |          |  |
| Fabio Galindo Oviedo    | Pancho                                     | Secundario            |                       |                       |          |          |          |          |          |          |          |          |          |          |          |          |          |          |          |          |          |          |          |          |          |          |          |          |          |          |          |          |          |          |          |          |          |          |          |          |          |  |
| Leonardo Marmolejo      | Ernesto Rodríguez                          | Invitado              |                       |                       |          |          |          |          |          |          |          |          |          |          |          |          |          |          |          |          |          |          |          |          |          |          |          |          |          |          |          |          |          |          |          |          |          |          |          |          |          |  |
| Juan Carlos Ortega      | Diego Aguilar / Diego A                    | Invitado              |                       |                       |          |          |          |          |          |          |          |          |          |          |          |          |          |          |          |          |          |          |          |          |          |          |          |          |          |          |          |          |          |          |          |          |          |          |          |          |          |  |
| Erika Tovar             | Angie                                      | Antagonista           |                       |                       |          |          |          |          |          |          |          |          |          |          |          |          |          |          |          |          |          |          |          |          |          |          |          |          |          |          |          |          |          |          |          |          |          |          |          |          |          |  |
| Juan Buenoventura       | Carlos Gamarra                             | Invitado              |                       |                       |          |          |          |          |          |          |          |          |          |          |          |          |          |          |          |          |          |          |          |          |          |          |          |          |          |          |          |          |          |          |          |          |          |          |          |          |          |  |
| Nelson Camayo           | Dr. Surikata                               | Antagonista           |                       |                       |          |          |          |          |          |          |          |          |          |          |          |          |          |          |          |          |          |          |          |          |          |          |          |          |          |          |          |          |          |          |          |          |          |          |          |          |          |  |
| Mariana Garsón          | Bárbara                                    | Invitada              |                       |                       |          |          |          |          |          |          |          |          |          |          |          |          |          |          |          |          |          |          |          |          |          |          |          |          |          |          |          |          |          |          |          |          |          |          |          |          |          |  |
| Carlos Penagos          | Mr. Alan                                   | Secundario            |                       |                       |          |          |          |          |          |          |          |          |          |          |          |          |          |          |          |          |          |          |          |          |          |          |          |          |          |          |          |          |          |          |          |          |          |          |          |          |          |  |
| Mario Ruíz              | Ramírez de Velasco                         | Invitado              |                       |                       |          |          |          |          |          |          |          |          |          |          |          |          |          |          |          |          |          |          |          |          |          |          |          |          |          |          |          |          |          |          |          |          |          |          |          |          |          |  |
| Sebastián Vega          | Andy                                       | Secundario            |                       |                       |          |          |          |          |          |          |          |          |          |          |          |          |          |          |          |          |          |          |          |          |          |          |          |          |          |          |          |          |          |          |          |          |          |          |          |          |          |  |
| Karen Cano              | Wendy                                      | Antagonista           |                       |                       |          |          |          |          |          |          |          |          |          |          |          |          |          |          |          |          |          |          |          |          |          |          |          |          |          |          |          |          |          |          |          |          |          |          |          |          |          |  |
| Luz Stella Luengas      | Directora Agatha Conde                     | Invitada              |                       |                       |          |          |          |          |          |          |          |          |          |          |          |          |          |          |          |          |          |          |          |          |          |          |          |          |          |          |          |          |          |          |          |          |          |          |          |          |          |  |
| Katterine Miranda       | Vicky                                      | Invitada              |                       |                       |          |          |          |          |          |          |          |          |          |          |          |          |          |          |          |          |          |          |          |          |          |          |          |          |          |          |          |          |          |          |          |          |          |          |          |          |          |  |
| Vida Torres             | Ariana                                     | Invitada              |                       |                       |          |          |          |          |          |          |          |          |          |          |          |          |          |          |          |          |          |          |          |          |          |          |          |          |          |          |          |          |          |          |          |          |          |          |          |          |          |  |
| Tahimi Alvariño         | Azucena Montero                            | Invitada              |                       |                       |          |          |          |          |          |          |          |          |          |          |          |          |          |          |          |          |          |          |          |          |          |          |          |          |          |          |          |          |          |          |          |          |          |          |          |          |          |  |
| Megumi Hasebe           | Akita (Prototipo "4K1T4")                  | Invitada              |                       |                       |          |          |          |          |          |          |          |          |          |          |          |          |          |          |          |          |          |          |          |          |          |          |          |          |          |          |          |          |          |          |          |          |          |          |          |          |          |  |
| Leonardo Rua            | Jabari (Prototipo "J4B4R1")                | Invitado              |                       |                       |          |          |          |          |          |          |          |          |          |          |          |          |          |          |          |          |          |          |          |          |          |          |          |          |          |          |          |          |          |          |          |          |          |          |          |          |          |  |
| Felipe Arcila           | José (Prototipo "J0S3")                    | Invitado              |                       |                       |          |          |          |          |          |          |          |          |          |          |          |          |          |          |          |          |          |          |          |          |          |          |          |          |          |          |          |          |          |          |          |          |          |          |          |          |          |  |
| Pablo Sánchez           | Johan (Prototipo "J0H4N")                  | Invitado              |                       |                       |          |          |          |          |          |          |          |          |          |          |          |          |          |          |          |          |          |          |          |          |          |          |          |          |          |          |          |          |          |          |          |          |          |          |          |          |          |  |
| Mauro Urquijo           | Eduardo Rivas                              |                       | Secundario            | Secundario            |          |          |          |          |          |          |          |          |          |          |          |          |          |          |          |          |          |          |          |          |          |          |          |          |          |          |          |          |          |          |          |          |          |          |          |          |          |  |
| María Margarita Giraldo | Doña Inés                                  |                       | Secundaria            | Secundaria            |          |          |          |          |          |          |          |          |          |          |          |          |          |          |          |          |          |          |          |          |          |          |          |          |          |          |          |          |          |          |          |          |          |          |          |          |          |  |
| Jorge Andrés Ruíz       | Santiago Barrios                           |                       | Secundario            |                       |          |          |          |          |          |          |          |          |          |          |          |          |          |          |          |          |          |          |          |          |          |          |          |          |          |          |          |          |          |          |          |          |          |          |          |          |          |  |
| Ronald Torres Mora      | Bruno                                      |                       | Secundario            |                       |          |          |          |          |          |          |          |          |          |          |          |          |          |          |          |          |          |          |          |          |          |          |          |          |          |          |          |          |          |          |          |          |          |          |          |          |          |  |
| Juliana Velásquez       | Gabriela                                   |                       | Invitada              |                       |          |          |          |          |          |          |          |          |          |          |          |          |          |          |          |          |          |          |          |          |          |          |          |          |          |          |          |          |          |          |          |          |          |          |          |          |          |  |
| Victoria Góngora        | Rosaura                                    |                       | Invitada              |                       |          |          |          |          |          |          |          |          |          |          |          |          |          |          |          |          |          |          |          |          |          |          |          |          |          |          |          |          |          |          |          |          |          |          |          |          |          |  |
| Sergio Luna             | Sergio                                     |                       | Invitado              |                       |          |          |          |          |          |          |          |          |          |          |          |          |          |          |          |          |          |          |          |          |          |          |          |          |          |          |          |          |          |          |          |          |          |          |          |          |          |  |
| Camila Pabón            | Francisca                                  |                       | Invitada              |                       |          |          |          |          |          |          |          |          |          |          |          |          |          |          |          |          |          |          |          |          |          |          |          |          |          |          |          |          |          |          |          |          |          |          |          |          |          |  |
| Ana María Quivano       | Noelia                                     |                       | Invitada              |                       |          |          |          |          |          |          |          |          |          |          |          |          |          |          |          |          |          |          |          |          |          |          |          |          |          |          |          |          |          |          |          |          |          |          |          |          |          |  |
| Sebastián Carvajal      | Rodrigo LeBlanc                            |                       | Invitado              |                       |          |          |          |          |          |          |          |          |          |          |          |          |          |          |          |          |          |          |          |          |          |          |          |          |          |          |          |          |          |          |          |          |          |          |          |          |          |  |
| Guillermo Gálvez        | Camilo Franco                              |                       | Invitado              |                       |          |          |          |          |          |          |          |          |          |          |          |          |          |          |          |          |          |          |          |          |          |          |          |          |          |          |          |          |          |          |          |          |          |          |          |          |          |  |
| Jonatan Ramírez Diaz    | Lúcio                                      |                       | Antagonista           |                       |          |          |          |          |          |          |          |          |          |          |          |          |          |          |          |          |          |          |          |          |          |          |          |          |          |          |          |          |          |          |          |          |          |          |          |          |          |  |
| Alejandro Tamayo        | Dr. Steinberg                              |                       | Antagonista           |                       |          |          |          |          |          |          |          |          |          |          |          |          |          |          |          |          |          |          |          |          |          |          |          |          |          |          |          |          |          |          |          |          |          |          |          |          |          |  |
| Darwyn Ernesto Pérez    | Leo                                        |                       | Antagonista           |                       |          |          |          |          |          |          |          |          |          |          |          |          |          |          |          |          |          |          |          |          |          |          |          |          |          |          |          |          |          |          |          |          |          |          |          |          |          |  |
| Harina Vanessa Oviedo   | Eugenia                                    |                       | Invitada              |                       |          |          |          |          |          |          |          |          |          |          |          |          |          |          |          |          |          |          |          |          |          |          |          |          |          |          |          |          |          |          |          |          |          |          |          |          |          |  |
| Helen Valeria Rojas     | Camila Soler                               |                       | Invitada              |                       |          |          |          |          |          |          |          |          |          |          |          |          |          |          |          |          |          |          |          |          |          |          |          |          |          |          |          |          |          |          |          |          |          |          |          |          |          |  |
| Isabel Cristina Estrada | Sara                                       |                       | Invitada              |                       |          |          |          |          |          |          |          |          |          |          |          |          |          |          |          |          |          |          |          |          |          |          |          |          |          |          |          |          |          |          |          |          |          |          |          |          |          |  |
| José Julián Gaviria     | Tomás Ramírez / Once (Prototipo "0NC3")    |                       | Secundario            |                       |          |          |          |          |          |          |          |          |          |          |          |          |          |          |          |          |          |          |          |          |          |          |          |          |          |          |          |          |          |          |          |          |          |          |          |          |          |  |
| Sara Rodríguez Deray    | Mary Ann                                   |                       | Invitada              |                       |          |          |          |          |          |          |          |          |          |          |          |          |          |          |          |          |          |          |          |          |          |          |          |          |          |          |          |          |          |          |          |          |          |          |          |          |          |  |
| Isabella Miranda Moreno | Melanie                                    |                       | Invitada              |                       |          |          |          |          |          |          |          |          |          |          |          |          |          |          |          |          |          |          |          |          |          |          |          |          |          |          |          |          |          |          |          |          |          |          |          |          |          |  |
| Daniela Martínez        | Valentina                                  |                       | Invitada              |                       |          |          |          |          |          |          |          |          |          |          |          |          |          |          |          |          |          |          |          |          |          |          |          |          |          |          |          |          |          |          |          |          |          |          |          |          |          |  |
| Juan Nicolas Spitciancs | Adrián                                     |                       | Secundario            |                       |          |          |          |          |          |          |          |          |          |          |          |          |          |          |          |          |          |          |          |          |          |          |          |          |          |          |          |          |          |          |          |          |          |          |          |          |          |  |
| Juan Jose Aguerre       | Álvarez                                    |                       | Invitado              |                       |          |          |          |          |          |          |          |          |          |          |          |          |          |          |          |          |          |          |          |          |          |          |          |          |          |          |          |          |          |          |          |          |          |          |          |          |          |  |
| Luz Adriana Morales     | Alicia                                     |                       |                       | Invitada              |          |          |          |          |          |          |          |          |          |          |          |          |          |          |          |          |          |          |          |          |          |          |          |          |          |          |          |          |          |          |          |          |          |          |          |          |          |  |
| Carolina Duarte         | Francisca                                  |                       |                       | Invitada              |          |          |          |          |          |          |          |          |          |          |          |          |          |          |          |          |          |          |          |          |          |          |          |          |          |          |          |          |          |          |          |          |          |          |          |          |          |  |
| Daniel Marulanda        | Ricky                                      |                       |                       | Invitado              |          |          |          |          |          |          |          |          |          |          |          |          |          |          |          |          |          |          |          |          |          |          |          |          |          |          |          |          |          |          |          |          |          |          |          |          |          |  |
| Eyvar Fardy             | Doctor Karl                                |                       |                       | Antagonista           |          |          |          |          |          |          |          |          |          |          |          |          |          |          |          |          |          |          |          |          |          |          |          |          |          |          |          |          |          |          |          |          |          |          |          |          |          |  |
| Julián Farietta         | Mayordomo / Jaime Mejía (Prototipo "D0M0") |                       |                       | Secundario            |          |          |          |          |          |          |          |          |          |          |          |          |          |          |          |          |          |          |          |          |          |          |          |          |          |          |          |          |          |          |          |          |          |          |          |          |          |  |
| Carlos Hurtado          | Víctor Alsedon                             |                       |                       | Antagonista           |          |          |          |          |          |          |          |          |          |          |          |          |          |          |          |          |          |          |          |          |          |          |          |          |          |          |          |          |          |          |          |          |          |          |          |          |          |  |
| Jonathan Hernández      | Esteban (Prototipo "3ST3B4N")              |                       |                       | Secundario            |          |          |          |          |          |          |          |          |          |          |          |          |          |          |          |          |          |          |          |          |          |          |          |          |          |          |          |          |          |          |          |          |          |          |          |          |          |  |
| Jose Daniel Cristancho  | Thompson                                   |                       |                       | Invitado              |          |          |          |          |          |          |          |          |          |          |          |          |          |          |          |          |          |          |          |          |          |          |          |          |          |          |          |          |          |          |          |          |          |          |          |          |          |  |
| Mario Ruíz              | Mario Ruíz                                 |                       |                       | Youtuber Invitado     |          |          |          |          |          |          |          |          |          |          |          |          |          |          |          |          |          |          |          |          |          |          |          |          |          |          |          |          |          |          |          |          |          |          |          |          |          |  |
| María Cristina Restrepo | Lidia                                      |                       |                       | Invitada              |          |          |          |          |          |          |          |          |          |          |          |          |          |          |          |          |          |          |          |          |          |          |          |          |          |          |          |          |          |          |          |          |          |          |          |          |          |  |
| Marisol Correa Vega     | Jimena                                     |                       |                       | Invitada              |          |          |          |          |          |          |          |          |          |          |          |          |          |          |          |          |          |          |          |          |          |          |          |          |          |          |          |          |          |          |          |          |          |          |          |          |          |  |
| María Camila Porras     | Laura (Prototipo "L4UR4")                  |                       |                       | Invitada              |          |          |          |          |          |          |          |          |          |          |          |          |          |          |          |          |          |          |          |          |          |          |          |          |          |          |          |          |          |          |          |          |          |          |          |          |          |  |
| Ginna Parra             | Manuela                                    |                       |                       | Invitada              |          |          |          |          |          |          |          |          |          |          |          |          |          |          |          |          |          |          |          |          |          |          |          |          |          |          |          |          |          |          |          |          |          |          |          |          |          |  |
| Mauro Donetti           | Faustino del Nido                          |                       |                       | Invitado              |          |          |          |          |          |          |          |          |          |          |          |          |          |          |          |          |          |          |          |          |          |          |          |          |          |          |          |          |          |          |          |          |          |          |          |          |          |  |
| María Camila Jiménez    | Silvia Pérez                               |                       |                       | Invitada              |          |          |          |          |          |          |          |          |          |          |          |          |          |          |          |          |          |          |          |          |          |          |          |          |          |          |          |          |          |          |          |          |          |          |          |          |          |  |

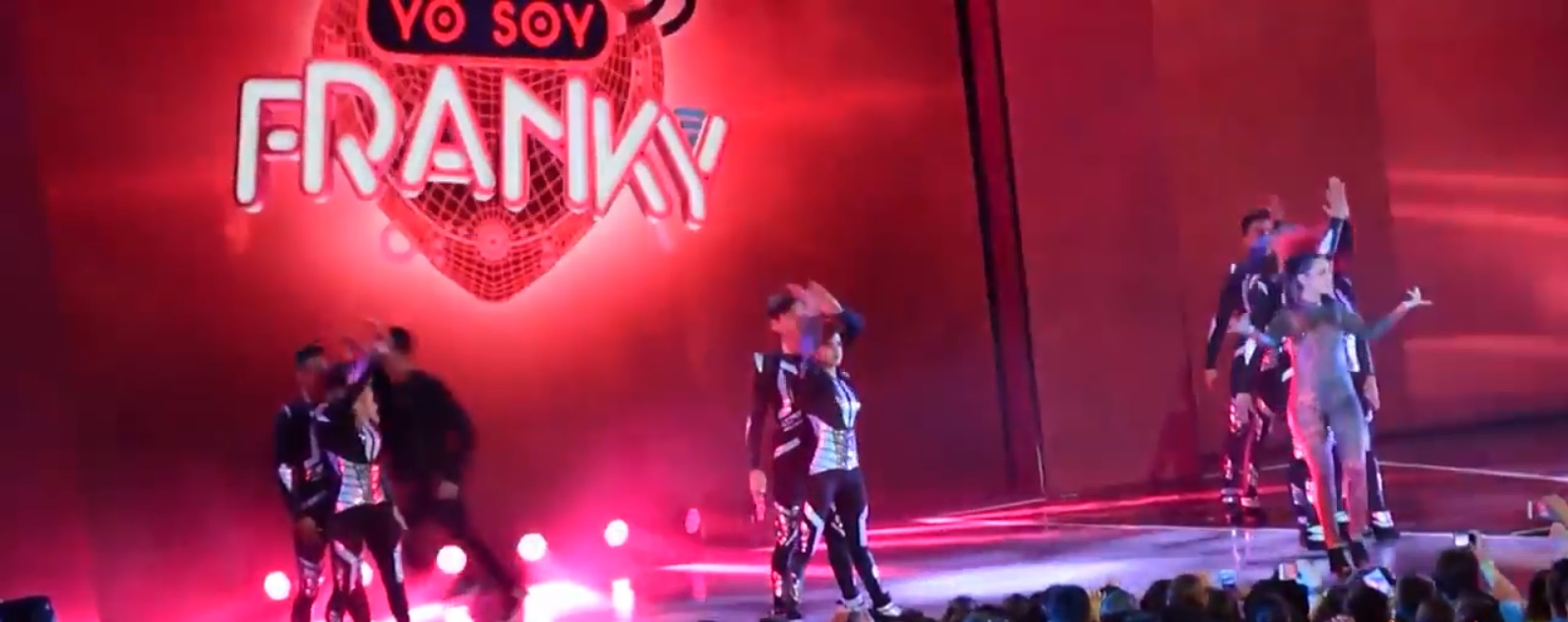
Elenco de Yo soy Franky durante la presentación en vivo de los Kids' Choice Awards Colombia 2016

Yo soy Franky es el extended play de la telenovela colombiana del mismo nombre, lanzada el 12 de mayo de 2017 por Nick Records.

## Lista de canciones
| N.º | Título                 | Escritor(es)                                                     | Intérprete(s)           | Duración |  |
| 1.  | «Yo soy Franky»        | Juan Galeano & Mateo Camargo                                     | María Gabriela de Faría | 3:29     |  |
| 2.  | «Vivir, Bailar, Soñar» | Juan Galeano & Mateo Camargo                                     | Martin Barba            | 3:36     |  |
| 3.  | «Ritmo Robótico»       | Juan Galeano, Mateo Camargo, Marcela Citterio & Santiago Talledo | María Gabriela de Faría | 3:13     |  |
| 4.  | «La Luz»               | Juan Galeano & Mateo Camargo                                     | Isabella Castillo       | 3:41     |  |

### Otras canciones
| N.º | Título                     | Intérprete(s) | Duración |  |
| 1.  | «Corazón Robot»            | María Gabriela de Faría & Martin Barba                                                                                    | 2:20     |  |
| 2.  | «Yumi»                     | María Gabriela de Faría & Eduardo Pérez                                                                                   | 0:09     |  |
| 3.  | «Amigos Rivales»           | Danielle Arciniegas | 2:52     |  |
| 4.  | «Tú y Yo»                  | Kristal & Lugo Duarte | 2:49     |  |
| 5.  | «La Luz (Reprise)»         | Isabella Castillo | 0:39     |  |
| 6.  | «Cortocircuito de Amor»    | María Gabriela de Faría & Danielle Arciniegas                                                                             | 4:30     |  |
| 7.  | «Hasta el Final»           | Andrés Mercado, Lugo Duarte & Emmanuel Restrepo                                                                           | 2:37     |  |
| 8.  | «Nuestra Historia de Amor» | María Gabriela de Faría, Danielle Arciniegas & Kristal                                                                    | 3:19     |  |
| 9.  | «Sueños»                   | Lugo Duarte, Kristal, Danielle Arciniegas, Emmanuel Restrepo, Andrés Mercado, Viviana Santos, George Slebi & Duvier Tovar | 2:46     |  |

## Adaptaciones
El 20 de enero de 2016 se anunció que, gracias al éxito de Yo soy Franky en Latinoamérica, Nickelodeon produciría una adaptación estadounidense llamada I Am Frankie, la cual será difundida a nivel mundial. Su estreno fue el 11 de septiembre de 2017 en los Estados Unidos y el 5 de agosto de 2019 en Latinoamérica.

## Premios y nominaciones
| Año  | Premio                        | Categoría                                    | Candidato               | Resultado |
| ---- | ----------------------------- | -------------------------------------------- | ----------------------- | --------- |
| 2016 | Kids' Choice Awards           | Estrella Latina Favorita                     | María Gabriela de Faría | Nominada  |
| 2016 | Kids' Choice Awards México    | Chico Trendy                                 | Martín Barba            | Nominado  |
| 2016 | Kids' Choice Awards México    | Actor Favorito                               | Martín Barba            | Nominado  |
| 2016 | Kids' Choice Awards México    | Actor Favorito                               | Eduardo Pérez           | Nominado  |
| 2016 | Kids' Choice Awards México    | Actriz Favorita                              | María Gabriela de Faría | Nominada  |
| 2016 | Kids' Choice Awards México    | Villano Favorito                             | Danielle Arciniegas     | Nominada  |
| 2016 | Kids' Choice Awards México    | Programa o Serie Favorita                    | Yo soy Franky           | Nominados |
| 2016 | Kids' Choice Awards Colombia  | Actor Favorito                               | Martin Barba            | Nominado  |
| 2016 | Kids' Choice Awards Colombia  | Actor Favorito                               | Eduardo Pérez           | Nominado  |
| 2016 | Kids' Choice Awards Colombia  | Actriz Favorita                              | María Gabriela de Faría | Ganadora  |
| 2016 | Kids' Choice Awards Colombia  | Chica Trendy                                 | Danielle Arciniegas     | Ganadora  |
| 2016 | Kids' Choice Awards Colombia  | Villano Favorito                             | Danielle Arciniegas     | Nominada  |
| 2016 | Kids' Choice Awards Colombia  | Programa o Serie Favorita                    | Yo soy Franky           | Ganadores |
| 2016 | Kids' Choice Awards Argentina | Actor Favorito                               | Martin Barba            | Nominado  |
| 2016 | Kids' Choice Awards Argentina | Actor Favorito                               | Eduardo Pérez           | Nominado  |
| 2016 | Kids' Choice Awards Argentina | Actriz Favorita                              | María Gabriela de Faría | Nominada  |
| 2016 | Kids' Choice Awards Argentina | Villano Favorito                             | Danielle Arciniegas     | Nominada  |
| 2016 | Kids' Choice Awards Argentina | Programa o Serie Favorita                    | Yo soy Franky           | Nominados |
| 2016 | Meus Prêmios Nick             | Chica Trendy                                 | María Gabriela de Faría | Nominada  |
| 2016 | Meus Prêmios Nick             | Programa Favorito                            | Yo soy Franky           | Ganadores |
| 2016 | Meus Prêmios Nick             | Programa Internacional Favorito              | Yo soy Franky           | Ganadores |
| 2016 | Premios TVyNovelas (Colombia) | Mejor serie o comedia de canal Internacional | Yo soy Franky           | Nominados |
| 2017 | Kids' Choice Awards México    | Actor Favorito                               | Martin Barba            | Nominado  |
| 2017 | Kids' Choice Awards México    | Actor Favorito                               | Andrés Mercado          | Nominado  |
| 2017 | Kids' Choice Awards México    | Actriz Favorita                              | Isabella Castillo       | Ganadora  |
| 2017 | Kids' Choice Awards México    | Actriz Favorita                              | María Gabriela de Faría | Nominada  |
| 2017 | Kids' Choice Awards México    | Programa o Serie Favorita                    | Yo soy Franky           | Nominados |
| 2017 | Kids' Choice Awards Colombia  | Actor Favorito                               | Martin Barba            | Nominado  |
| 2017 | Kids' Choice Awards Colombia  | Actriz Favorita                              | María Gabriela de Faría | Nominada  |
| 2017 | Kids' Choice Awards Colombia  | Villano Favorito                             | Isabella Castillo       | Ganadora  |
| 2017 | Kids' Choice Awards Colombia  | Villano Favorito                             | Andrés Mercado          | Nominado  |
| 2017 | Kids' Choice Awards Colombia  | Programa o Serie Favorita                    | Yo soy Franky           | Nominados |
| 2017 | Kids' Choice Awards Argentina | Villano Favorito                             | Isabella Castillo       | Ganadora  |
| 2017 | Kids' Choice Awards Argentina | Chica Trendy                                 | Isabella Castillo       | Nominada  |
| 2017 | Premios TVyNovelas (Colombia) | Mejor serie o comedia de canal Internacional | Yo soy Franky           | Nominada  |

## Ficha técnica
- Autoría: Marcela Citterio
- Co-Libretistas: Julieta Steinberg, Marisa Milanesio, Claudia Morales
- Coordinador de Libretos: Mauricio Guerra
- Corrector de Estilo: Juan David Cobos
- Gerencia de Producción: Margarita Rodríguez
- Productora Ejecutiva:Stella Morales G
- Coordinadora de Producción: Luizi Agudelo
- Ejecutiva a cargo de Producción: Michelle Alberty
- Supervisor de Post Producción: Ángel Iván Carrizosa
- Gerente de Libretos: Catherin Seele
- Director de Arte: Carlos Eduardo Cleves
- Diseño de Fotografía: Alfredo Ruiz
- Productora de Coordinación: Claudia M. Selgas
- Productor Nickelodeon: Diego Ramos
- Jefe de Producción: Amanda Neme
- Vice Presidente Ejecutivo de Operaciones: Juan "JC" Acosta
- Productora Ejecutiva Getty Images: Tatiana Rodríguez